# Professor Oldboy's Rejuvenator
Professor Oldboy's Rejuvenator è un cortometraggio muto del 1914. Il nome del regista non viene riportato nei credit.

## Produzione
Il film fu prodotto dalla Balboa Amusement Producing Company. Venne girato a Long Beach, la cittadina californiana sede della casa di produzione.

## Distribuzione
Distribuito dalla Box Office Attractions Company, il film - un cortometraggio di 150 metri - uscì nelle sale cinematografiche statunitensi il 1º aprile 1914.